# 4-Pfünder-Feldkanone C/64
Die preußische 4-Pfünder-Feldkanone C/64 war ein Ergänzungsmodell zur 6-Pfünder-Feldkanone C/61. Kurz nachdem der 6-Pfünder eingeführt worden war, begann man mit den Entwicklungsarbeiten an einem leichteren Geschütz, das eine höhere Mobilität besitzen sollte. Der 4-Pfünder war eine komplette Neukonstruktion.
Der 4-Pfünder hatte ein Kaliber von 7,85 cm. Die korrekte Bezeichnung für dieses Geschütz lautete: gezogener Gussstahl 4-Pfünder oder im militärischen Schriftverkehr: gezog. Gussstahl 4pfdr. Der Zusatz C/64 als Klassifizierungsmerkmal wurde erst mit der Einführung weiterer Modelle hinzugefügt. 1871 wurde im Rahmen einer Neuorganisation die Typenbezeichnung in „8 cm Stahlkanone C/64“ geändert.

## Geschichte
Bis 1860 bestand ein preußisches Artillerie-Regiment aus:
3 Fußabteilungen, bestehend aus:
2 glatten 12-pfündigen Batterien (dem kurzen 12-Pfünder)
1 glatten 7-pfündigen Haubitzen-Batterie
1 reitenden Abteilung, bestehend aus:
3 glatten 6-pfündigen Batterien.
Jede Batterie bestand aus 8 Geschützen. In Summe waren dies, auf das Regiment bezogen:
6 glatte 12-pfündige Batterien = 48 Geschütze
3 glatte 6-pfündige Batterien = 24 Geschütze
3 glatte 7-pfündige Haubitzen-Batterien = 24 Haubitzen.
Nach der erfolgten Einführung des gezogenen 6-Pfünders (C/61) 1859 wurde mittels einer Allerhöchsten Kabinett-Ordre vom 31. Januar 1860 bestimmt, dass die jeweils 4., 5. und 6. 12-pfündige Batterie eines Artillerie-Regimentes durch den gezogenen 6-Pfünder zu ersetzen sei. Gleichzeitig sollte geprüft werden, ob die Einführung eines gezogenen 4-Pfünders sinnvoll sei. Als Ergebnis dieser Prüfung wurde von der Artillerie-Prüfungs-Kommission in der Sitzung am 21. November 1860 beschlossen, beim zuständigen Kriegs-Ministerium die Herstellung eines gezogenen 4-Pfünders zu beantragen. Obwohl über die Ausführung einer solchen Kanone noch kein Einvernehmen hergestellt werden konnte, wurden bereits bei der Fa. Krupp, Essen zwei Versuchsrohre bestellt, die im März 1861 geliefert wurden. Nach der endgültigen Fertigstellung dieser Rohre in den Artillerie-Werkstätten in Spandau begannen die Versuche am 2. Mai 1861. Geprüft wurden diese Rohre in zwei unterschiedlichen Ausführungen. Zwischenzeitlich war auch die Konstruktion des Gesamtsystems in Angriff genommen worden, so dass bereits am 1. September 1861 ein erstes Versuchsgeschütz vorgestellt werden konnte. Bereits im November 1861 forderte das Kriegs-Ministerium einen Bericht über den Stand der Versuche mit den Rohren an, der am 11. Dezember 1861 abgeliefert wurde. Auf Grund dieses Berichtes entschied man sich für eine der beiden Varianten und durch das Kriegs-Ministerium erging am 6. Januar 1862 die Weisung, dass eine solche Kanone in je 4 Exemplaren pro Regiment geprüft werden sollte, besonders in Hinblick auf eine Verwendung als Ersatz für die 7-pfündigen Haubitzen. Die Versuche begannen im Juli 1862. Unabhängig von dieser Weisung wurde durch eine Allerhöchste Kabinetts-Ordre vom 1. Mai 1862 die Einführung eines gezogenen 4-Pfünders befohlen. Mittels einer weiteren Allerhöchsten Kabinetts-Ordre vom 3. Dezember 1863 erging die Weisung, bis zum 1. April 1864 das Modell eines gezogenen 4-Pfünders in seiner endgültigen Form zu einer Besichtigung durch den König zu erstellen. Das Modellgeschütz war am 23. März 1864 fertig und wurde am 4. April 1864 durch Sr. dem König besichtigt. Zwischenzeitlich war auch aus den bisherigen 4-Pfünder-Versuchsgeschützen eine Batterie von acht Geschützen gebildet worden, die am Deutsch-Dänischen Krieg mit Erfolg teilgenommen hatte. Auf Grund der hieraus resultierenden günstigen Berichte und dem Ergebnis der Besichtigung erfolgte die Königliche Genehmigung zur Einführung eines gezogenen 4-Pfünders, an Stelle der glatten Haubitzen, bereits am 18. April 1864. Die endgültige Einstellung des gezogenen 4-Pfünders in die Fuß-Artillerie erfolgte durch eine Allerhöchste Kabinett-Ordre vom 11. August 1865 am 1. Oktober 1865. Nach den negativen Erfahrungen, welche die preußische Artillerie, hier besonders die reitenden Abteilungen, mit dem zu diesem Zeitpunkt noch eingeführten kurzen glatten 12-Pfünder im deutsch-österreichischen Krieg gemacht hatte, wurde mittels einer Allerhöchsten Kabinets-Ordre vom 6. November 1866 der Ersatz der vorstehend genannten Geschütze durch den gezogenen 4-Pfünder auch für die reitenden Abteilungen befohlen. Die Umrüstung war bereits im April 1867 abgeschlossen.

## Technik

Keilverschluss nach Kreiner in der Konstruktion von 1862

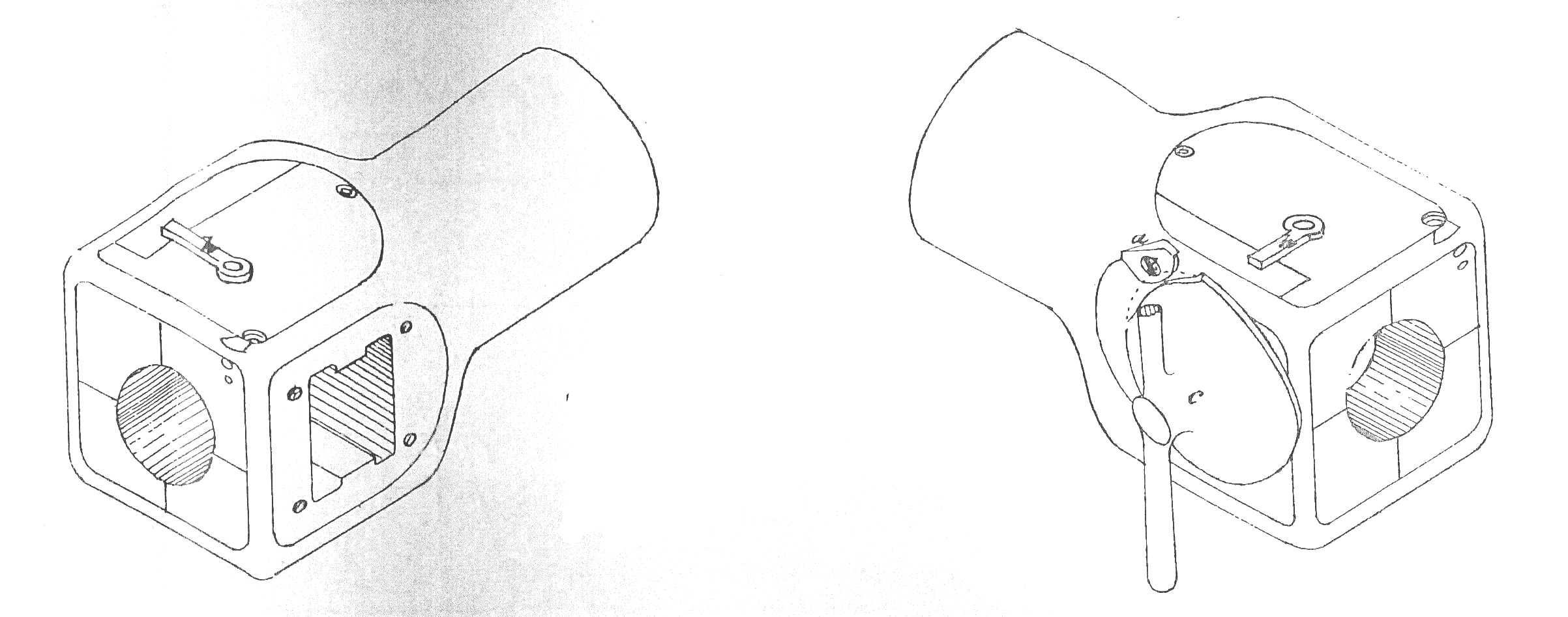
Seitenansicht des Verschlusses einer C/64

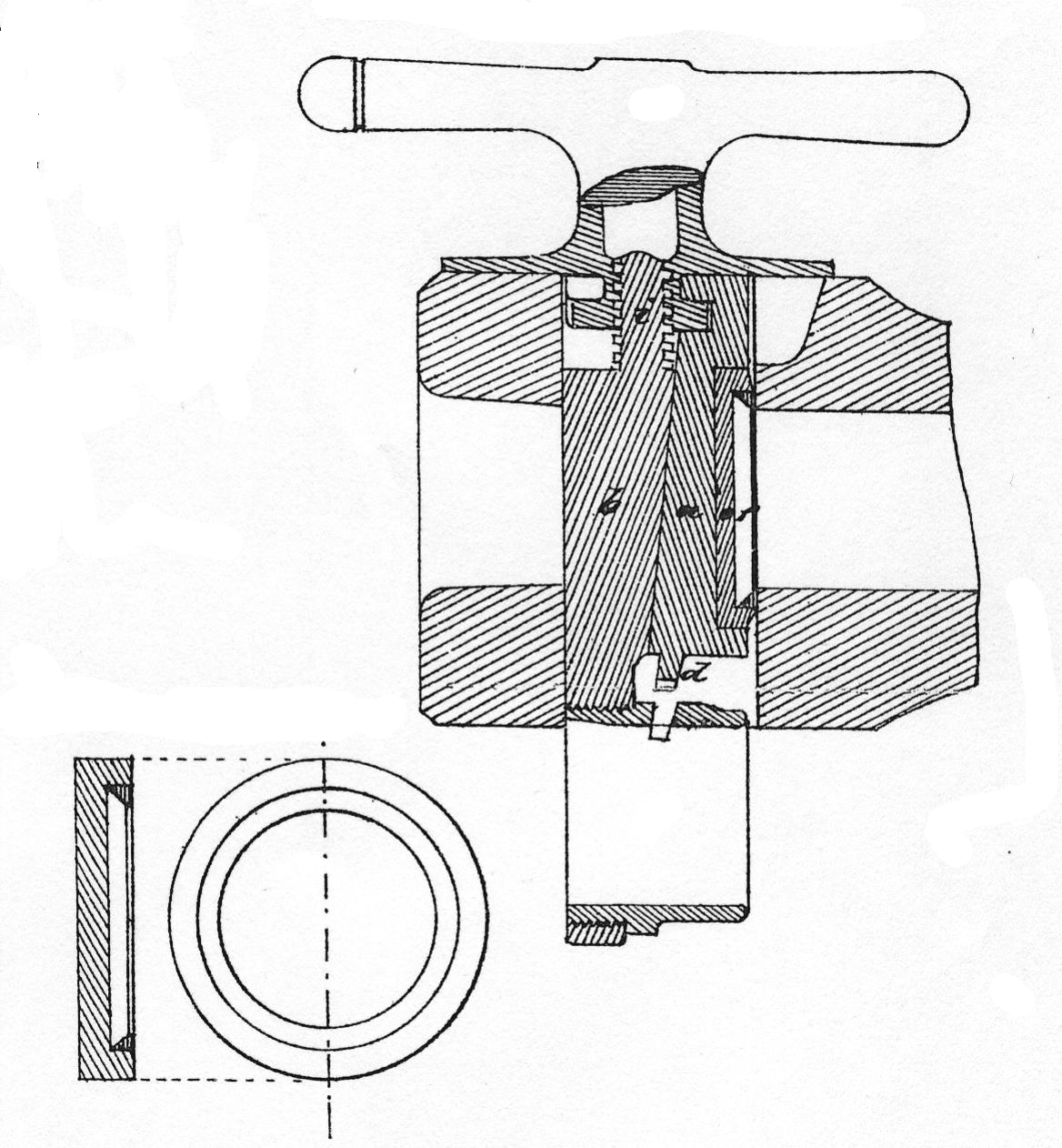
Doppelkeilverschluss nach Wesener in der Konstruktion von 1864

Bei der Konstruktion, die von der Artillerie-Prüfungs-Kommission (AKP) durchgeführt wurde, ging man völlig neue Wege. Die Rohre wurden in dem beim Sechspfünder bewährten Krupp’schen Gussstahl konzipiert. Die Fertigung der ersten Rohrrohlinge erfolgte von Krupp, während die mechanische Bearbeitung in Berlin erfolgte. Als Verschluss wurde eine geänderte Ausführung des Kreiner’schen Keilverschlusses gewählt, der bereits seit 1862 in der Belagerungs- und Festungsartillerie im Einsatz war (Skizze siehe rechts). Dieser Verschluss hatte jedoch im praktischen Betrieb Probleme verursacht, da bei dieser Konstruktion der bewegliche Keil am Ladungsraum anlag und es beim Auftreten von Ausbrennungen durch die Pulvergase zu Schwierigkeiten beim Öffnen des Verschlusses kommen konnte. Auch war es bei dieser Ausführung erforderlich, zur Liderung Pressspanscheiben zu verwenden. Es lag somit der Gedanke nahe, den Keil einfach umzudrehen, so dass jetzt der feste Keil am Ladungsraum zu liegen käme. Durch diese Änderung war nun auch die Möglichkeit gegeben, den Vorderkeil mit einer Einrichtung zu versehen, welche den Pressspanboden entbehrlich machen konnte. Hierzu war in dem Vorderkeil, dort wo er die Seele abdeckte eine Ausdrehung angebracht, in welche eine Stahlplatte eingelegt werden konnte. Dies war geschehen um im Fall von Ausbrennungen durch die Pulvergasse schnell eine Reparatur vornehmen zu können. Die vollständige Liderung erfolgte in diesem Fall durch den sogenannten Pressspanboden. Die separate Stahlplatte ermöglichte aber auch den Einsatz der von Kreiner vorgeschlagenen Kupferliderung. Hierzu war in der Stahlplatte eine Ausdrehung angebracht, in welche der in seinem Profil dreieckige Liderungsring so eingelegt werden musste, dass seine freie Kathete gegen den Ladungsraum gerichtet war. Zur leichteren Reinigung bzw. Auswechselung des Kupferringes war das Keilloch mit einer entsprechenden Auskehlung versehen. Die Kupferringe konnten unter günstigen Bedingungen etwa 100 Schuss aushalten. Je nach dem Zustand der Ringe war eine fast hundertprozentige Gasdichtigkeit gegeben. Der so entstandene Verschluss wurde als Wesener'scher Keilverschluss bezeichnet. Die beigefügte Skizze zeigt einen entsprechenden Verschluss mit seiner Liderung.
Bei dieser Ausführung benötigte man nur noch zwei Artilleristen zum Laden und Feuern. Es genügte ein einziger Artillerist, um den Verschluss zu öffnen und zu schließen. Die gesamte Bedienungsmannschaft bestand aus fünf Soldaten.
Dieser Verschluss erfüllte jedoch nicht die in ihn gesetzten Erwartungen und verursachte im Krieg 1866 den Ausfall einiger Geschütze. Die Ausfälle hatten ihre Ursache in der zu schwachen Auslegung des Vorderkeiles, hier besonders im zu geringen Abstand des Vorderkeiles zwischen der Ausdrehung für den Kupferring und dem Ladetrichter. Dieser geringe Überstand führte im Einzelfall dazu, dass dieser Bereich durch die Pulvergase weggesprengt und durch den Druck dann der Keil herausgeschleudert wurde. Es sind sogar Fälle bekannt geworden, bei denen das gesamte Bodenstück abgesprengt wurde. Als Folge dieser Umstände durfte nur noch mit einer vollen Stahlplatte unter Verwendung von Pressspanscheiben geschossen werden. Die Verwendung der Kupfer-Liderung war nur im äußersten Notfall gestattet.
Dieser Ausfall einiger Geschütze führte dazu, dass durch Mitglieder der AKP die gesamte Entwicklung der gezogenen Gussstahlkanonen wieder in Frage gestellt wurde. Da zwischenzeitlich von Krupp aber behauptet wurde, dass der Ausfall auf einen ungenügenden Verschluss zurückzuführen sei, wurden im Zeitraum zwischen dem 28. November und dem 2. Dezember 1866 auf Veranlassung des preußischen Kriegsministeriums unter Mitwirkung der Firma Krupp auf dem firmeneigenen Schießplatz in Essen umfangreiche Schießversuche mit drei 4-Pfünder-Rohren durchgeführt. Diese Rohre waren willkürlich aus einer Partie von 400 Rohren ausgewählt worden. Die Rohre waren technisch identisch, jedoch mit unterschiedlichen Verschlüssen ausgestattet:
- Rohr 1 hatte einen modifizierten Doppelkeilverschluss nach Kreiner.
- Rohr 2 hatte den Doppelrundkeilverschluss von Krupp.
- Rohr 3 hatte den neu entwickelten einfachen Rundkeilverschluss von Krupp.

Alle drei Rohre hatten zur Liderung den Broadwell-Ring.
Bei den Versuchen konnte kein gravierender Fehler bei den Rohren bzw. den Verschlüssen festgestellt werden, so dass für eine weitere Verwendung der Gussstahlrohre keine Bedenken mehr bestanden. In Bezug auf die Verschlüsse hatte man jedoch folgende Erkenntnisse gewonnen:
- Rohr 1 hatte ergeben, dass der Verschluss für den normalen Gebrauch hinreichend haltbar war. Er eignete sich aber nicht für stärkere Ladungen. Verschlüsse dieser Art wurden anschließend in der Baureihe C/67 verwendet.
- Rohr 2 hatte sich im Ganzen recht gut verhalten. Lediglich zum Schluss der Versuche ließ bei extremen Ladungen die Liderung zu wünschen übrig.
- Rohr 3 lieferte bei dieser Versuchsreihe das beste Ergebnis. Als Folge hiervon empfahl Krupp seinen Kunden die Verwendung dieses Verschlusses. Preußen verwendete ihn, allerdings in einer modifizierten Ausführung, erst für das Feldartillerie-Material C/73.[9]

Bei der Konstruktion des 4-Pfünders war man bestrebt, die Handhabung in allen Teilen zu erleichtern und ihn zu einem echten Feldgeschütz zu machen. Hierzu gehörte neben einer deutlichen Gewichtsreduzierung der Lafette (diese war jetzt mit Gussstahlachsen, Rädern mit Bronzenaben sowie zwei Achssitzen ausgerüstet) auch die Einführung einer neu entwickelten Richtmaschine, der sogenannten Richter'schen Richtmaschine C/64 mit Doppelschraube.

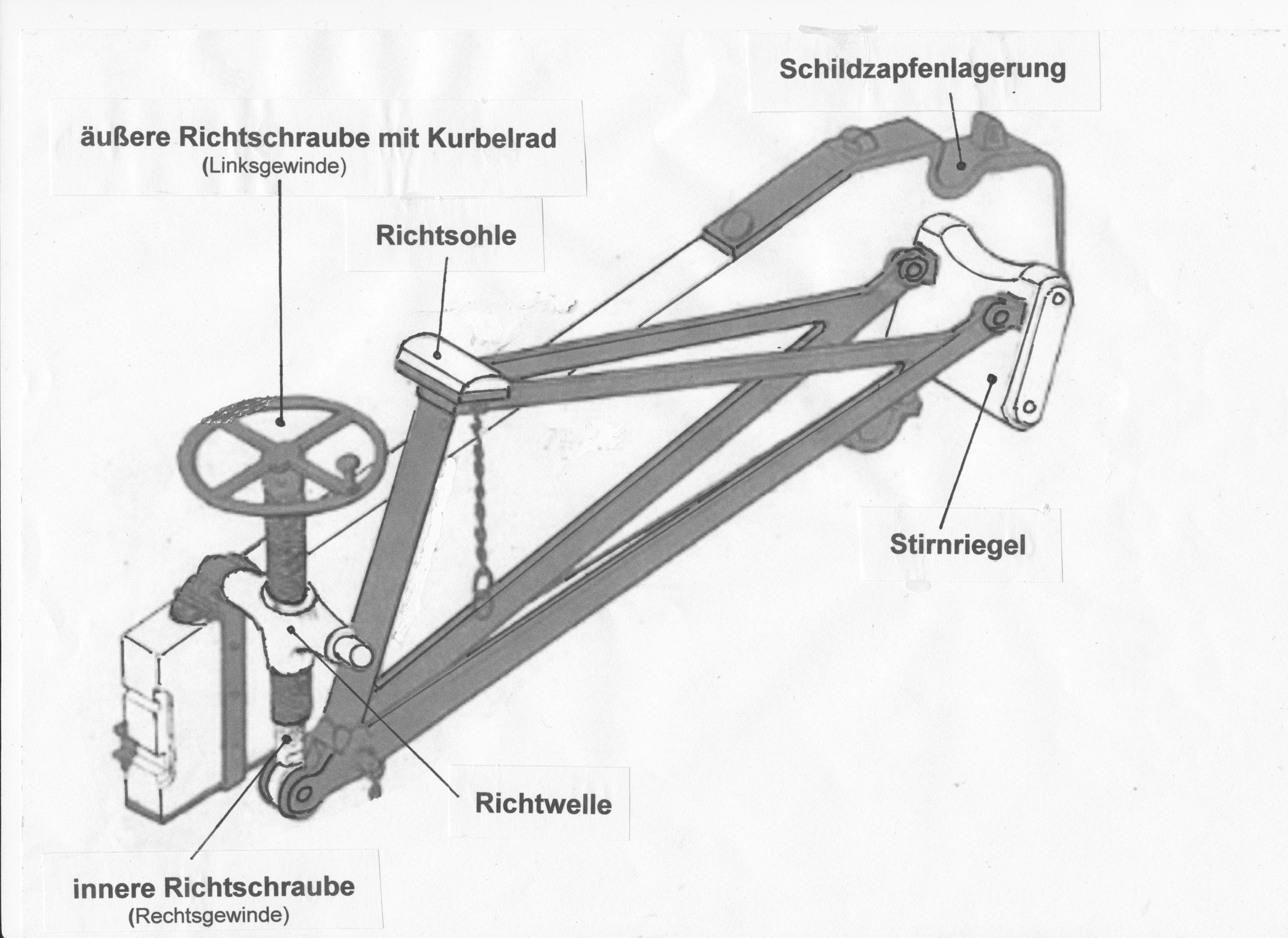
Richtmaschine nach Richter in der Konstruktion von 1864

Es kam auch zum Wegfall der separaten Fettung der Rohrseele. Es wurden stattdessen in den Kartuschen Glycerinkapseln eingelegt, welche beim Schuss platzten und dadurch das Rohr fetteten.
Die C/64 wurde 1867 durch die 4-Pfünder-Feldkanone C/67 ergänzt beziehungsweise abgelöst. Die vorhandenen Bestände wurden an die Festungsartillerie abgegeben.
Der Ladevorgang des 4-Pfünders spielte sich folgendermaßen ab:
1. Öffnen des Verschlusses: Eine dreiviertel Drehung der Kurbel gegen den Uhrzeigersinn.
2. Herausziehen des Verschlusses. Das kalibergroße Ladeloch des Verschlusses war nun deckungsgleich mit der Seelenachse des Rohres.
3. Einschieben der Granate und der Pulverbeutel.
4. Hineinschieben des Verschlusses und Drehen der Kurbel im Uhrzeigersinn. Der Doppelkeilverschluss dichtete das Kartuschlager des Geschützes gasdicht ab.
5. Einstecken der Schlagröhre (oder der Reibzündschraube).

Das Geschütz war feuerbereit.

## Technische Daten
- Kaliber: 3 Zoll = 7,85 cm
- Rohrlänge: 74 Zoll = 1,935 m
  - Länge des gezogenen Teils: 57,85 Zoll
  - Länge des Übergangskonus: 2,0 Zoll
  - Länge des Ladungsraumes: 8,2 Zoll
- Züge: Der 4-Pfünder hatte 12 Keilzüge. Die Breite betrug am Ladungsraum 0,675 Zoll (17,7 mm) und an der Mündung 0,515 Zoll (13,5 mm), bei einer gleichbleibenden Tiefe von 0,05 Zoll (1,3 mm). Die Felder waren 0,11 (2,9 mm) bzw. 0,27 Zoll (7,0 mm) breit. Die Dralllänge betrug 12 Fuß (3,766 m) bei einem Drallwinkel von 3° 45'.
- Höhenrichtbereich: −8°/ 13 1/2°
- Seitenrichtbereich: 0° (Es wurde mit dem gesamten Geschütz gerichtet)
- Munitionstyp/Gewicht:[11]
  - Granate von 8,75 Pfund Gewicht (Eisenkern, Weichbleimantel, 10 Lot (170 gr.) Sprengladung, Aufschlagzünder (Perkussionszünder) mit Vorstecker);
  - Kartätsche von 7,5 Pfund Gewicht, gefüllt mit 48 Zinkkugeln zu je 3 Lot (50 gr).
  - Brandgranaten
  - Schrapnelle waren noch nicht verfügbar.
- Ladung: Geschossen wurde in der Regel mit 500 gr. Geschützpulver im Kartuschbeutel. Für den sogenannten hohen Bogenschuss standen auch Kartuschen mit 0,25 und 0,5 Pfund zur Verfügung
- Mündungsgeschwindigkeit: 341 m/s
- Höchstschussweite: Granate 3450 m, Kartätsche 450–500 m
- Gewicht: Das Geschütz der fahrenden Batterien wog komplett ausgerüstet: 3659 Pfund
  - Rohrgewicht einschließlich Verschluss: 550 Pfund
  - Gewicht des Verschlusses: 42,5 Pfund
  - Gewicht der leeren Lafette: 828 Pfund
  - Gewicht der ausgerüsteten Lafette ohne Rohr: 877 Pfund
  - Gewicht der leeren Protze: 850 Pfund
  - Gewicht der ausgerüsteten Protze: 1382 Pfund
  - 5 Mann Personal: 850 Pfund[12]